# Saint-Julien-de-Peyrolas
Saint-Julien-de-Peyrolas là một xã ở tỉnh Gard. Xã này có diện tích 12,54 kilômét vuông, dân số năm 1999 là 1103 người. Khu vực này có độ cao trung bình 196 mét trên mực nước biển.